# ホモ鹿毛
ホモ鹿毛（ホモかげ、英: homozygous bay）とは鹿毛遺伝子をホモ接合型で持つ馬の通称。ここでの「鹿毛」は一般的に広義の鹿毛を指しており、黒鹿毛、青鹿毛、青毛の馬も含む。産駒に栗毛が生まれないという特徴がある。
一方、シンボリルドルフやサンデーサイレンスなど、鹿毛遺伝子をヘテロ接合型で持ち、産駒に栗毛が生まれる馬のことはヘテロ鹿毛（英: heterozygous bay）という。

## 概要
馬は両親から毛色に関する遺伝子を半分ずつ受け継ぎ、その組み合わせによって毛色が決定される。栗毛遺伝子は他の全ての毛色に対して劣性遺伝であるため、鹿毛遺伝子と栗毛遺伝子の組み合わせでは前者が優性遺伝となり、生まれてくる馬の毛色は鹿毛となる。ここで鹿毛遺伝子をA、栗毛遺伝子をaとすると、AAの組み合わせを有している馬がホモ鹿毛である。Aaはヘテロ鹿毛となり、aaは栗毛として発現する。栗毛が発現するには両親ともに栗毛遺伝子を保有している必要があるため、少なくとも一方がホモ鹿毛の場合はAAもしくはAaとなり、栗毛の産駒は絶対に誕生しない。本体の毛色とは無関係である。例えば、シーザリオは最も黒い青毛という毛色を持つが、実際の遺伝子型はAaのヘテロ鹿毛であり、自身の産駒やエピファネイア、サートゥルナーリア (競走馬)の種牡馬としての産駒などに栗毛の産駒が存在する。
ホモ鹿毛の馬が生まれるには、①両親がともにホモ鹿毛(AA)の場合、②両親のどちらかがホモ鹿毛(AA)で、もう一方がヘテロ鹿毛(Aa)の場合。③両親がともにヘテロ鹿毛(Aa)の場合がある。①の場合は100％の確率でホモ鹿毛(AA)、②の場合は、50％ずつの確率でホモ鹿毛(AA)あるいはヘテロ鹿毛(Aa)、③の場合は50％の確率でヘテロ鹿毛(Aa)、25％の確率でホモ鹿毛(AA)、25％の確率で栗毛(aa)となる。
ホモ鹿毛の馬であっても、交配相手がヘテロ鹿毛(Aa)の場合は50％、栗毛(aa)の場合は100％の確率でヘテロ鹿毛(Aa)の産駒が誕生するため、その産駒にヘテロ鹿毛もしくは栗毛の馬を掛けあわせれば孫の代で栗毛(aa)の産駒が誕生する可能性がある（いわゆる隔世遺伝）。例えば、ディープブリランテはホモ鹿毛の父ディープインパクトを持つが、自身は栗毛の産駒が誕生するヘテロ鹿毛である。ディープブリランテの母父ルーソヴァージュが栗毛であるため母ラヴアンドバブルズ(鹿毛)はヘテロ鹿毛であり、ディープブリランテも50％の確率でヘテロ鹿毛となった。また、同じくディープインパクトを父に持つトーセンホマレボシは、母エヴリウィスパーが栗毛であることからヘテロ鹿毛として生まれ、栗毛の産駒が誕生している。
ホモ鹿毛とヘテロ鹿毛は外見上は全く区別がつかず、基本的には産駒の毛色でしか判断できない。産駒数が多くサンプルが十分な種牡馬は判別しやすいが、繁殖牝馬の場合は生涯で産める産駒数が限られるため、判別は比較的難しい。

## 主なホモ鹿毛の種牡馬

### 日本
- パーソロン[3]
- マルゼンスキー[3]
- ミスターシービー[3]
- ニホンピロウイナー[3]
- ウイニングチケット[3]
- ナリタブライアン[3]
- タイキブリザード[3]
- タヤスツヨシ[3]
- ウォーニング[3]
- フサイチコンコルド[3]
- ダンシングブレーヴ[3]
- コマンダーインチーフ[3]

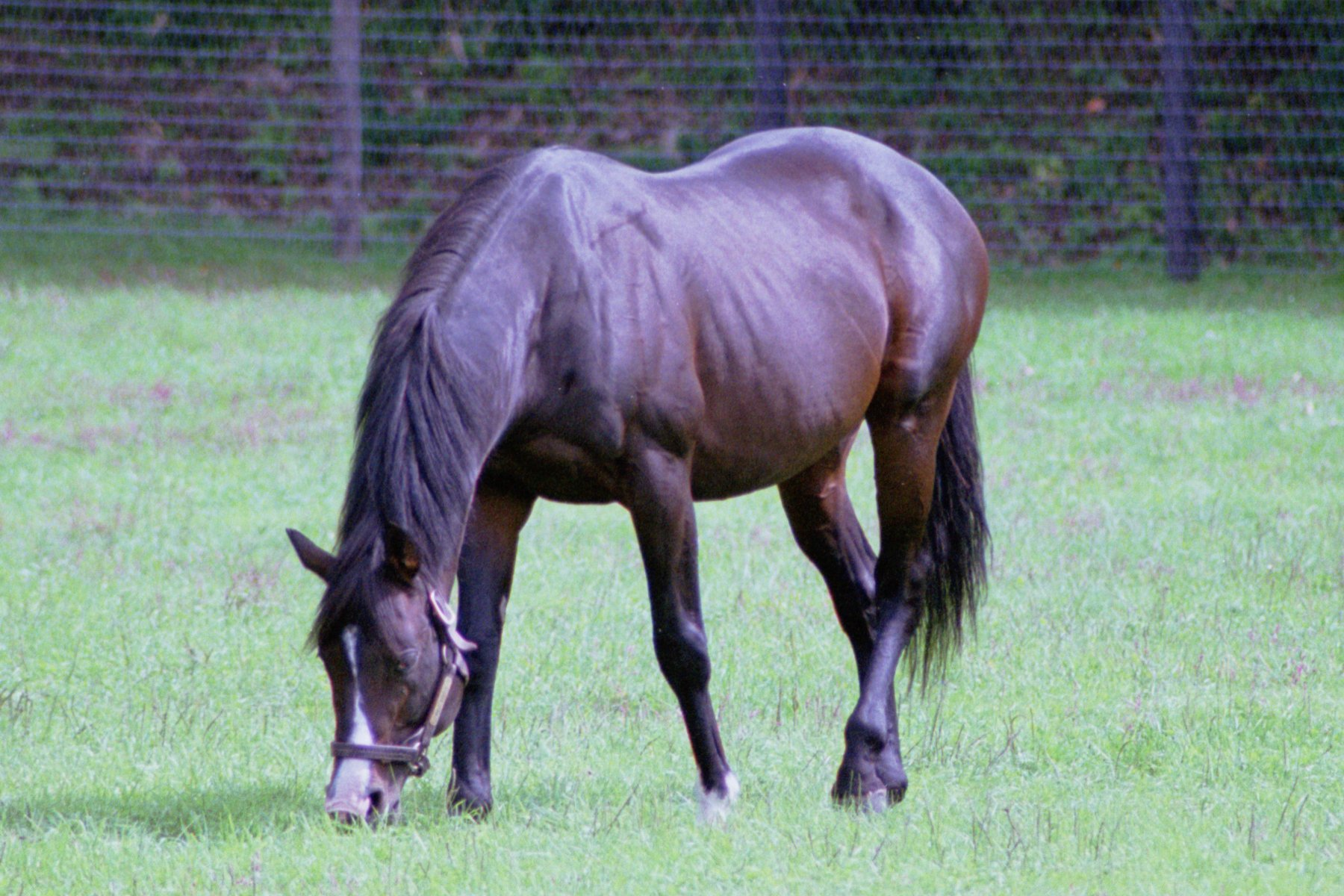
ホワイトマズル
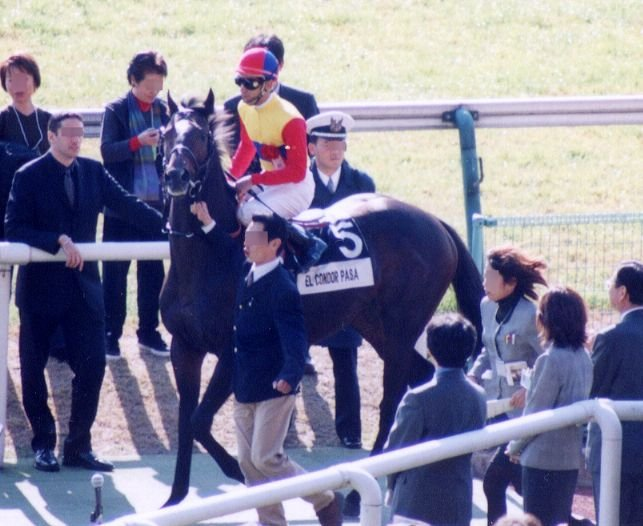
エルコンドルパサー
- アドマイヤベガ[3]
- アドマイヤボス[3]
- マンハッタンカフェ[3]
- シンボリクリスエス[3]
- ショウナンカンプ[3]
- スズカマンボ[3]
- ブラックタイド[3][4]
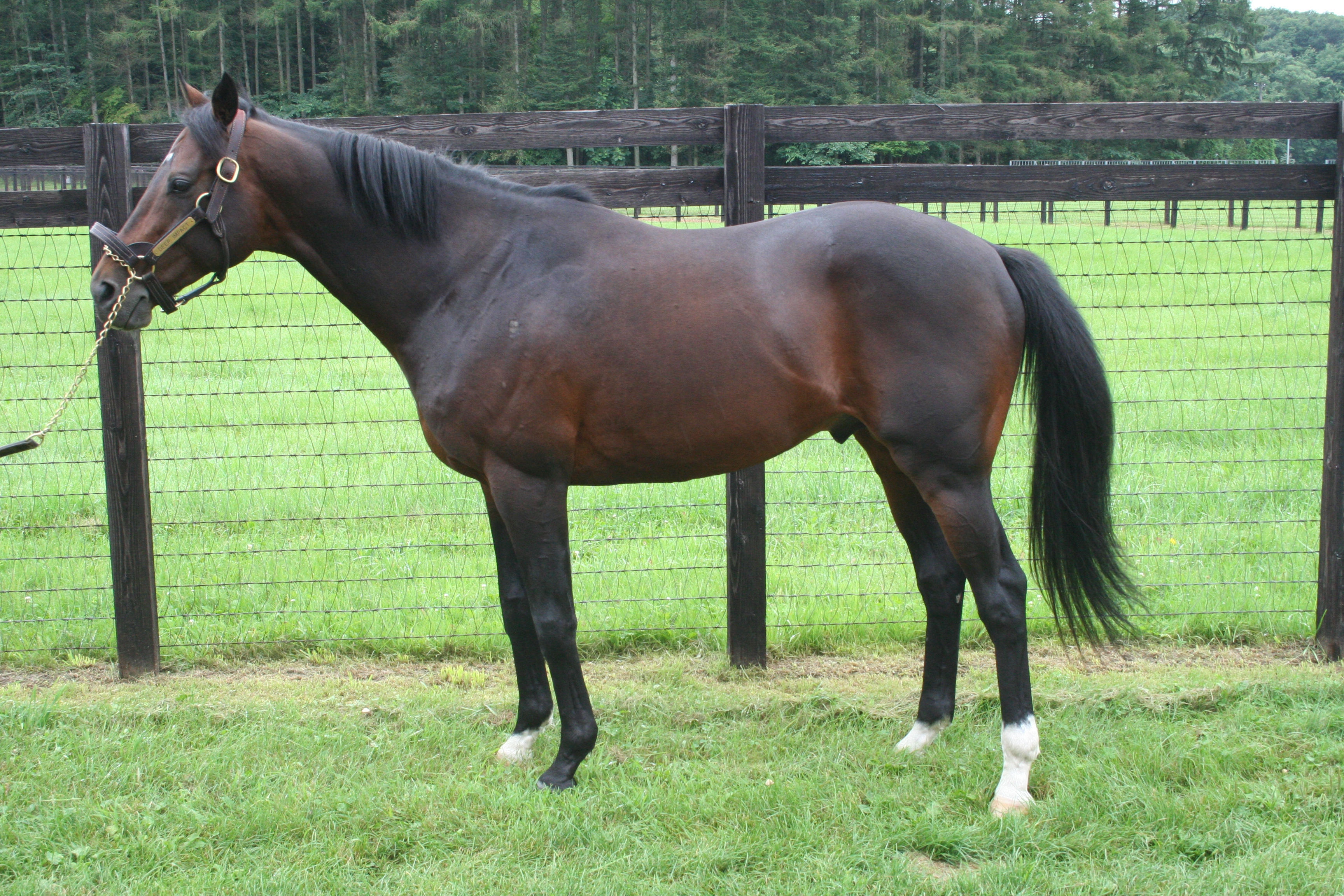
ディープインパクト
- メイショウサムソン[3]
- エンパイアメーカー[3]
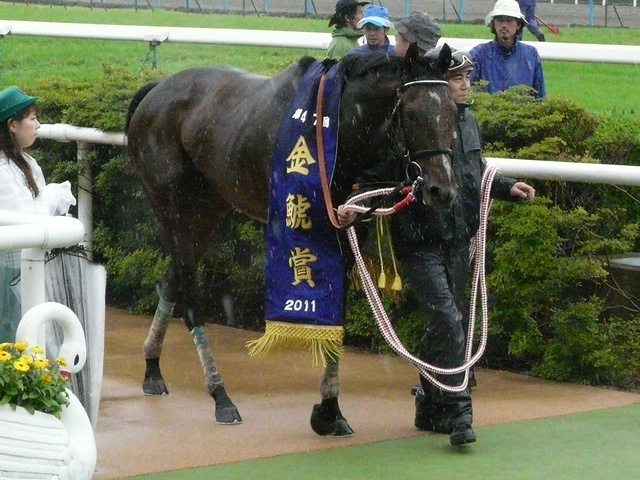
ルーラーシップ
- エイシンフラッシュ[3]
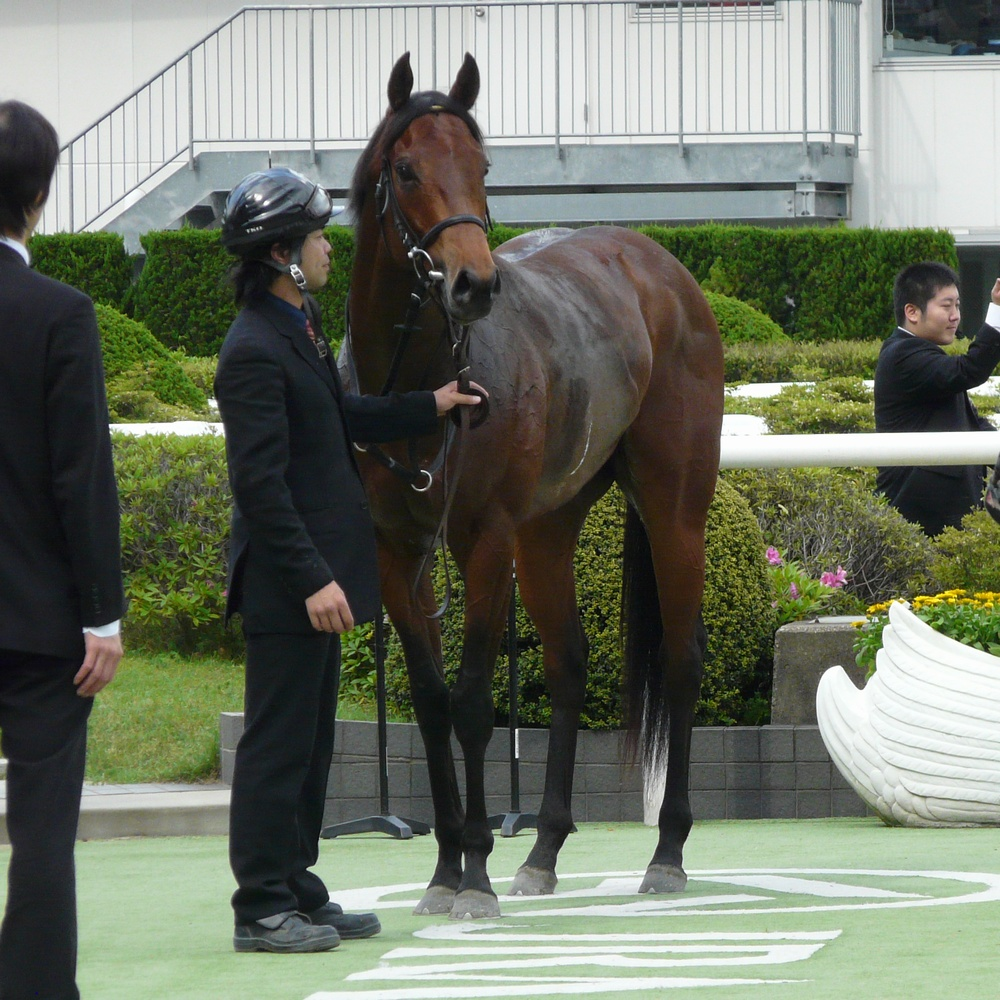
ロードカナロア
- キズナ[3]
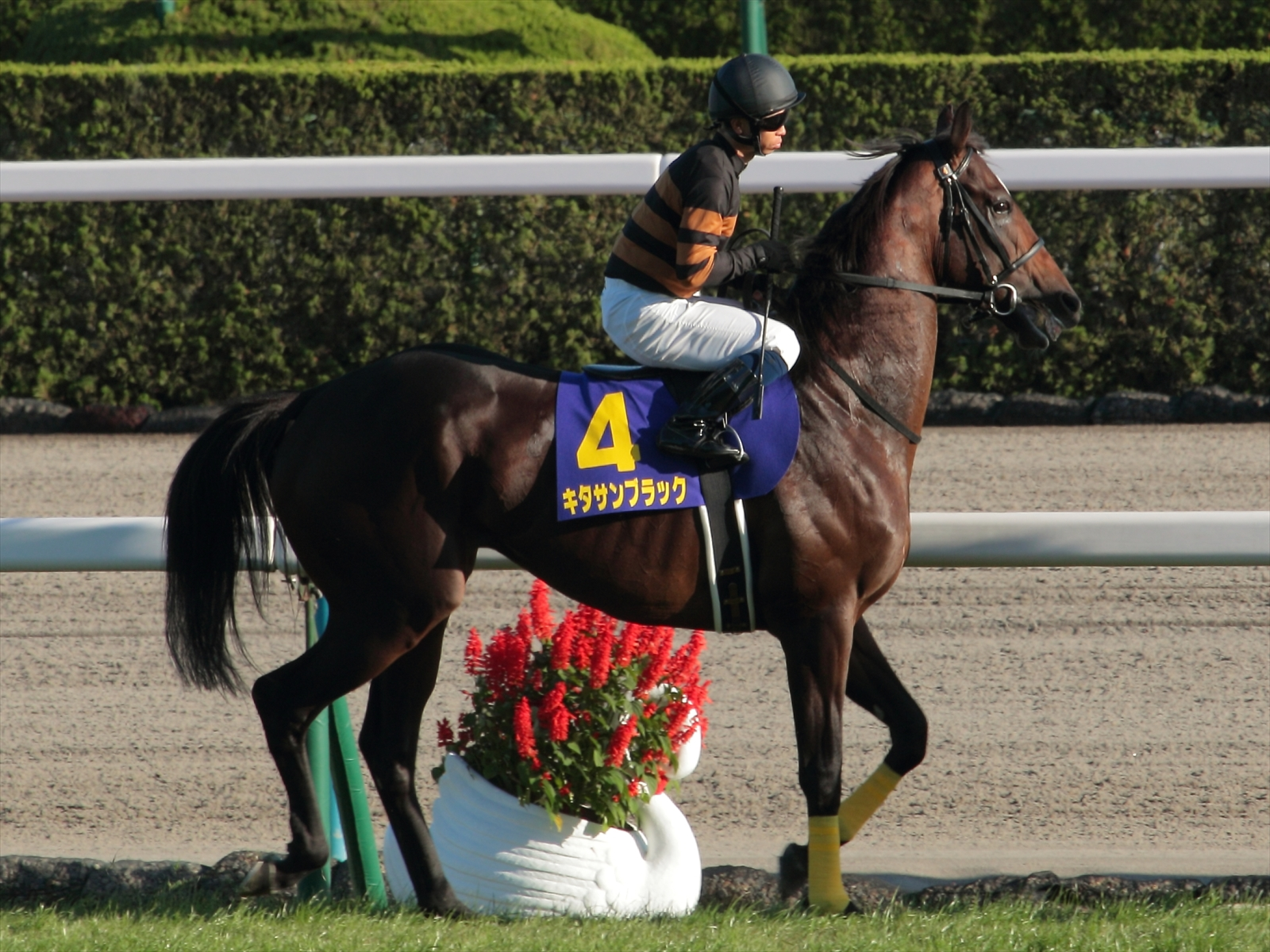
キタサンブラック
- リオンディーズ[3]

- ホワイトマズル
- エルコンドルパサー
- ディープインパクト
- ルーラーシップ
- ロードカナロア
- キタサンブラック

### 海外

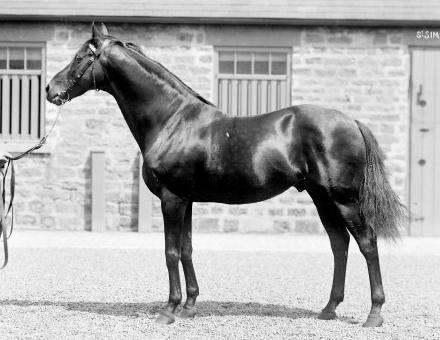
セントサイモン
- アックアック[6]
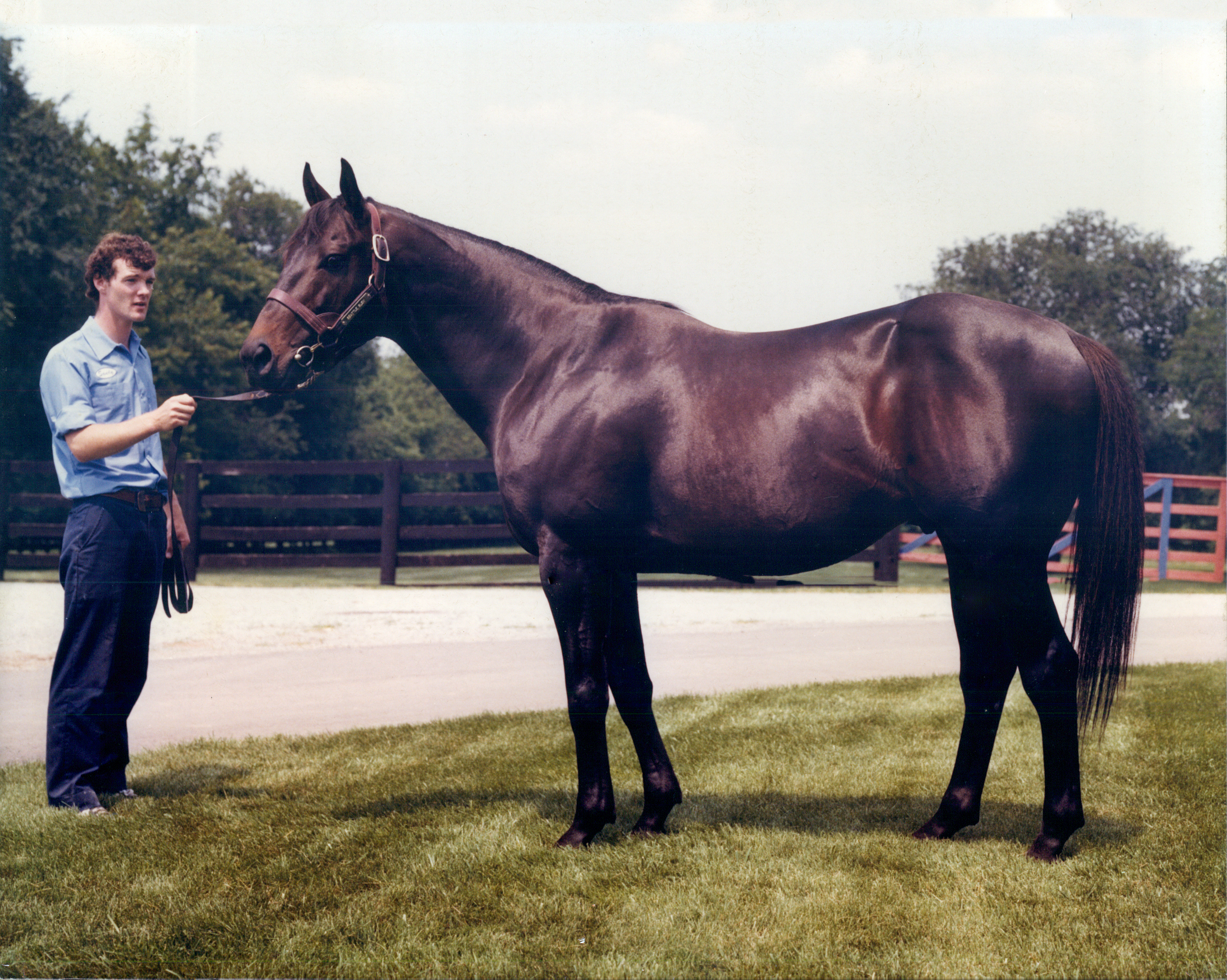
シアトルスルー
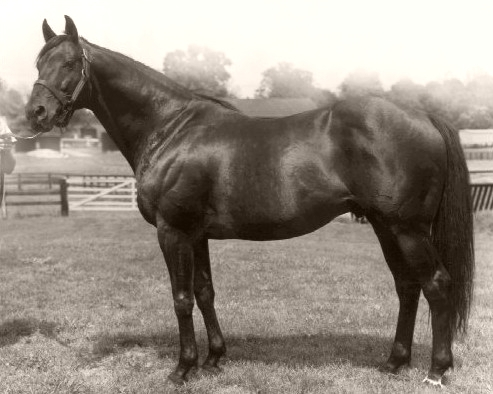
サドラーズウェルズ
- ダンジグ[6]
- ラウンドテーブル[6]
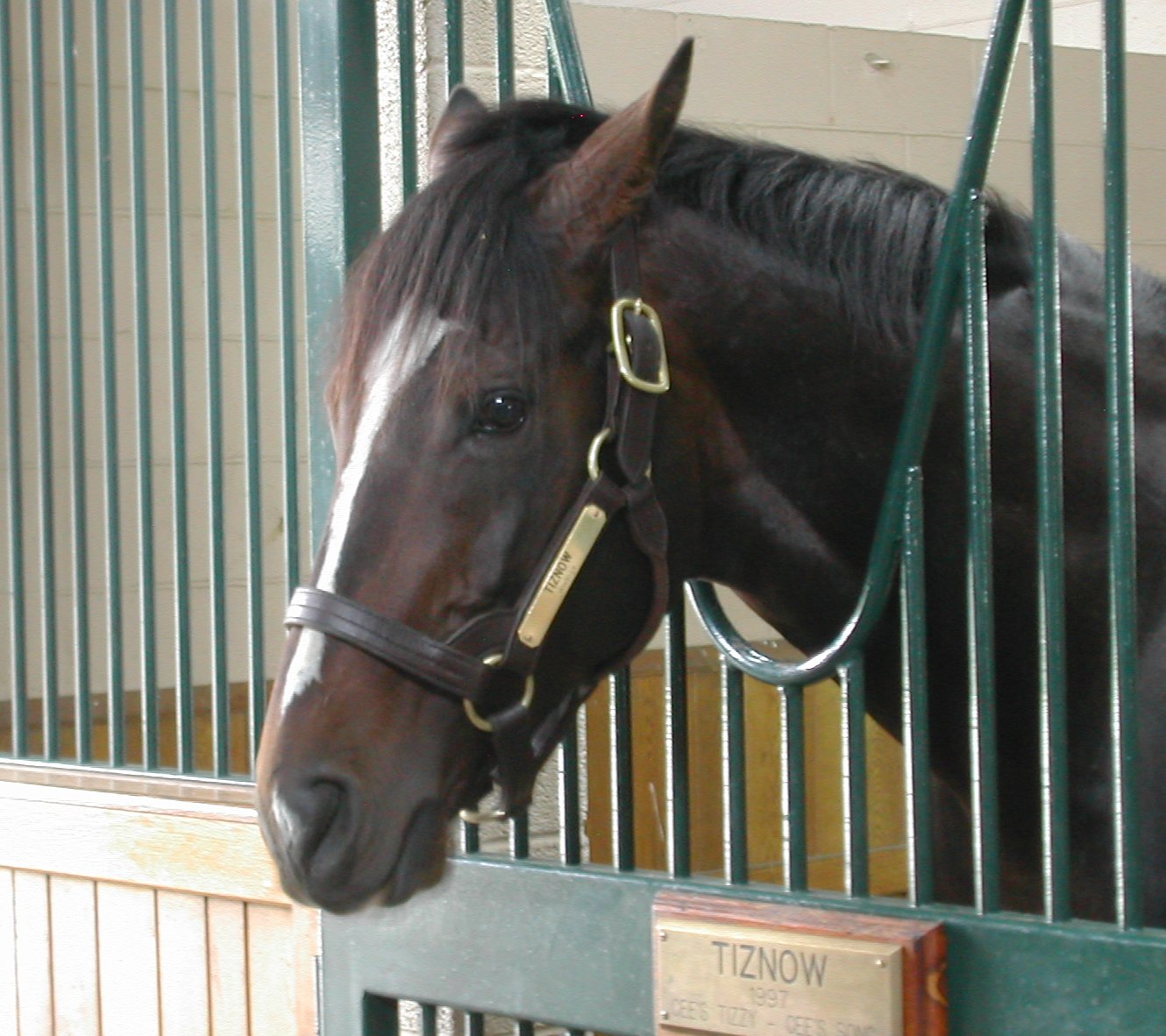
ティズナウ
- プレザントコロニー[6]
- バーナーディニ[6]
- デインヒル[7]
- ザビール[7]

- セントサイモン
- シアトルスルー
- ラウンドテーブル
- ティズナウ